# Dypsis ambanjae
Dypsis ambanjae é uma espécie de angiospermas da família Arecaceae.
Apenas pode ser encontrada no Madagáscar.